# X nimmt!
X nimmt! ist ein Kartenspiel der deutschen Spieleautoren Wolfgang Kramer und Reinhard Staupe, das 2016 bei Amigo erschienen ist. Es handelt sich um einen Nachfolger des 1994 erschienenen und mit mehreren Spielpreisen ausgezeichneten Kartenspiels 6 nimmt! mit modifizierten Regeln. Wie bei diesem geht es darum, möglichst schnell alle eigenen Karten von der Kartenhand in Zahlenreihen abzuspielen und dabei möglichst wenig Minuspunkte zu bekommen.

## Spielprinzip
Das Spielprinzip von X nimmt! entspricht im Wesentlichen dem von 6 nimmt!, Hornochsen! und 11 nimmt!, unterscheidet sich von diesen jedoch durch einige Regelmodifikationen. Wie bei diesen geht es darum, möglichst schnell alle eigenen Karten von der Kartenhand in Zahlenreihen abzuspielen und dabei möglichst wenig Minuspunkte in Form von „Hornochsen“ auf den zurückerhaltenen Karten zu bekommen. Bei X nimmt! kommt als Zusatzregel hinzu, dass nicht jede zurückerhaltene Karte Minuspunkte gibt und zurückerhaltene Karten über die X-Reihe nicht in die Negativ-Wertung eingehen.
Das Spielmaterial besteht aus 100 Zahlenkarten (Hornochsen) und 7 Reihenkarten, wobei vier Reihenkarten mit einem X gekennzeichnet sind und die anderen drei mit den Zahlen 3, 4 und 5. Jede der Zahlenkarten besitzt am oberen und unteren Rand zwischen den Zahlenangaben eine unterschiedliche Anzahl „Hornochsen“ (1 bis 7), die angibt, wie viele Minuspunkte diese Karte in der Wertung bringt.

### Spielablauf
Zu Beginn des Spiels werden die mit 3, 4 und 5 beschrifteten Reihenkarten in die Tischmitte platziert und jeder Mitspieler bekommt eine X-Reihenkarte, die er vor sich hinlegt. Neben den Reihenkarten in der Tischmitte wird jeweils offen eine Zahlenkarte aus dem gemischten Zahlenkartenstapel abgelegt, danach bekommt jeder Spieler acht Zahlenkarten, die er auf die Hand nimmt. Die restlichen Karten werden im laufenden Spiel nicht benötigt.
Wie bei 6 nimmt! spielen auch bei X nimmt! in jeder Runde alle Spieler gleichzeitig eine Karte von der Hand verdeckt aus, die dann zusammen umgedreht werden. In aufsteigender Zahlenreihenfolge werden die Karten danach so auf die ausgelegten Reihen verteilt, dass sie immer aufsteigende Zahlenfolgen bilden. Die Karte, die angelegt wird, wird dabei immer an die Reihe mit der niedrigsten Differenz zur neuen Karte angelegt. Wird auf diese Weise eine Reihe vervollständigt, indem sie nach Anlegen der Karte die Anzahl der auf der Reihenkarte angegebenen Kartenanzahl enthält, muss der Spieler, dessen Karte die Reihe aufgefüllt hat, die bereits liegenden Karten nehmen und nur die eigene offen liegen lassen. Kann ein Spieler seine Karte nicht anlegen, weil sie niedriger als alle Endkarten der Kartenreihen ist, muss er alle Karten einer Reihe seiner Wahl nehmen. Immer wenn ein Spieler Karten aus der Mitte nehmen muss, legt er eine beliebige dieser Karten an seine eigene X-Auslage, alle anderen Karten nimmt er auf die Hand. Auch innerhalb der X-Reihe müssen alle Karten aufsteigend sein und wenn ein Spieler keine der genommenen Karten aufsteigend anlegen kann, wird auch diese Reihe bis auf die neue Karte abgeräumt. Diesmal wird allerdings ein verdeckter X-Stapel neben der X-Reihe abgelegt, auf den auch später alle Karten aus der X-Reihe kommen, die abgeräumt werden müssen.

### Spielende und Wertung
Das Spiel endet nach der Runde, nach der ein Spieler keine Karten mehr auf der Hand hat. Zur Ermittlung des Gewinners werden nun die „Hornochsen“ der Handkarten mit der doppelten Anzahl der „Hornochsen“ des X-Stapels addiert, die X-Reihe gibt keine Minuspunkte. In der Regel wird ein weiterer Durchgang gespielt und die Ergebnisse werden addiert, Gewinner ist der Spieler mit den wenigsten Minuspunkten.

## Ausgaben
X nimmt! wurde von Wolfgang Kramer und Reinhard Staupe auf der Basis des Kartenspiels 6 nimmt! entwickelt und von Amigo 2016 zu den Internationalen Spieltagen in Essen veröffentlicht.

## Belege
1. 1 2 3 4 5 6 7  X nimmt!, Offizielle Spielregeln als Download bei X nimmt! auf der Website von Amigo; abgerufen am 25. August 2017.
2. ↑  Versionen von X nimmt! bei boardgamegeek; abgerufen am 25. August 2017.